# Ruedi Schatz
Ruedi Schatz (* 20. Februar 1925 in St. Gallen; † 13. Mai 1979 in Herisau)  war ein Schweizer Politiker, Bankier und Bergsteiger.

## Leben
Schatz studierte an der Handelshochschule St. Gallen und an der Universität Zürich Germanistik und promovierte 1954. Nach verschiedenen Tätigkeiten in der Industrie war er ab 1969 Teilhaber der Bank Wegelin & Co.
Er war Präsident der Freisinnig-Demokratischen Partei des Kantons St. Gallen, die er von 1975 bis 1979 im Nationalrat vertrat. Als Mitbegründer und erster Präsident der Schweizer Stiftung für Landschaftsschutz und Landschaftspflege setzte er sich für einen Ausgleich zwischen Wirtschaftsordnung und Umweltschutz ein.
Als Bergsteiger war Schatz Mitbegründer und Präsident des Kletterclubs Alpstein und Mitglied des Akademischen Alpenclubs Zürich, mit dem er 1953 an einer Expedition zum Dhaulagiri teilnahm. Er leitete die 1959 vom KCA und dem Schweizer Alpen-Club organisierte Expedition in die peruanischen Anden, die mit 19 teilweise erstbestiegenen Fünf- und Sechstausendern sehr erfolgreich war.
Mit Ernst Reiss und Erich Haltiner gelang ihm eine neue Route in der Nordostwand des Gspaltenhorns im Berner Oberland.  
Ruedi Schatz starb bei einem Kanuunfall im Fluss Urnäsch.